# تغربوت (بني ادريس)
تغربوت هو دُوَّار يقع بجماعة بو جديان، إقليم العرائش، جهة طنجة تطوان الحسيمة في المملكة المغربية. ينتمي الدوّار لمشيخة بني ادريس التي تضم 14 دوار. يقدر عدد سكانه بـ 163 نسمة حسب الإحصاء الرسمي للسكان والسكنى لسنة 2004.

## روابط خارجية
- البوابة الوطنية للجماعات الترابية نسخة محفوظة 12 مارس 2018 على موقع واي باك مشين.
- المندوبية السامية للتخطيط